# 宮崎市立赤江小学校
宮崎市立赤江小学校（みやざきしりつ あかえしょうがっこう）は、宮崎県宮崎市大字恒久にある公立の小学校。

## 概要
- 児童数 - 718名（2021年度）

## 沿革
- 1886年11月13日 - 城ヶ崎小学校恒久分校と田吉小学校が合併し、江南小学校として開校。
- 1892年4月1日 - 赤江村立赤江尋常小学校に改称。
- 1896年10月1日 - 高等科を設置し、赤江村立赤江尋常高等小学校に改称。
- 1926年4月1日 - 町制施行により、赤江町立赤江尋常高等小学校に改称。
- 1941年4月1日 - 赤江町立赤江国民学校に改称。
- 1943年3月1日 - 宮崎市との合併により、宮崎市立赤江国民学校に改称。
- 1947年4月1日 - 学制改革により、宮崎市立赤江小学校に改称。
  - 児童数の増加に伴い、恒久小学校が分離独立。
  - 高等科が赤江中学校として分離独立。
- 1978年4月1日 - 児童数の増加に伴い、宮崎南小学校が分離独立。
- 1979年3月23日 - 児童数の増加に伴い、本郷小学校が分離独立。

## 通学区域
赤江小学校の通学区域には以下の区域が指定されている。
- 大字赤江の一部
- 大字田吉の一部
- 大字恒久の一部
- 大字本郷北方の一部
- 大字本郷南方の一部
- 城ケ崎3丁目の一部、4丁目
- 恒久3丁目の一部、4丁目 - 6丁目
- 恒久南3丁目の一部、4丁目
- 宮の元町

## 主な出身者
- GO☆マキ -  レゲエシンガー、ダンサー、音楽プロデューサー、起業家